# Trochosodon quincuncialis
Trochosodon quincuncialis är en mossdjursart som beskrevs av Ferdinand Canu och Ray Smith Bassler 1929. Trochosodon quincuncialis ingår i släktet Trochosodon och familjen Biporidae. Inga underarter finns listade i Catalogue of Life.